# Jedovnický potok
Der Jedovnický potok (Jedownitzer Bach) ist ein Bach im Mährischen Karst, Tschechien. 
An seinem Oberlauf wird er bis zur Mündung in den Olšovec als Podomský potok bezeichnet. Er ist 18 Kilometer lang, sechs Kilometer davon fließt er unter der Erdoberfläche.

## Verlauf
Der Bach entspringt westlich der Gemeinde Krásensko in einer Höhe von 600 m n.m. am Kojál. Er durchfließt die Dörfer Podomí und Jedovnice, wo er die Teiche Budkovan, Vrbový rybník und Olšovec speist. Nach 12 Kilometern verschwindet er hinter Jedovnice in dem Abgrund Rudické propadání (Hugohöhlen). Das Wasser fällt über mehrere Kaskaden etwa 90 Meter tief in die Schlucht herab und sammelt sich in einem unterirdischen See, aus dem der Bach in südwestliche Richtung weiterfließt. Das Höhlensystem Býčí skála-Rudické propadání, das durch die Einwirkung des Wasserlaufes in dem Karstgebiet entstand, bildet das Flussbett. Stellenweise fließt der Bach 220 Meter unter der Erdoberfläche. Nach sechs Kilometern tritt er nahe dem Haupteingang der Höhle wieder an die Oberfläche (⊙) und mündet einige Meter weiter in den Křtinský potok, einen Zufluss der Svitava.